# Vale do Paranhana
O Vale do Paranhana é uma microrregião do estado do Rio Grande do Sul, no Brasil.
Localizado no Vale dos Sinos e na Região Metropolitana de Porto Alegre, é formado pelas cidades próximas do rio Paranhana e do rio Rolante, afluentes do rio dos Sinos que abrange áreas dos municípios gaúchos de Igrejinha, Parobé, Riozinho, Rolante, Taquara e Três Coroas. 
Há forte predominância em todo o Vale da etnia de origem alemã, decorrente do fluxo imigratório acontecido na primeira metade do século XIX. Já nas regiões mais altas dos municípios de Riozinho e Rolante, instalaram-se famílias de origem italiana que se dedicaram ao cultivo da uva e produção do vinho.

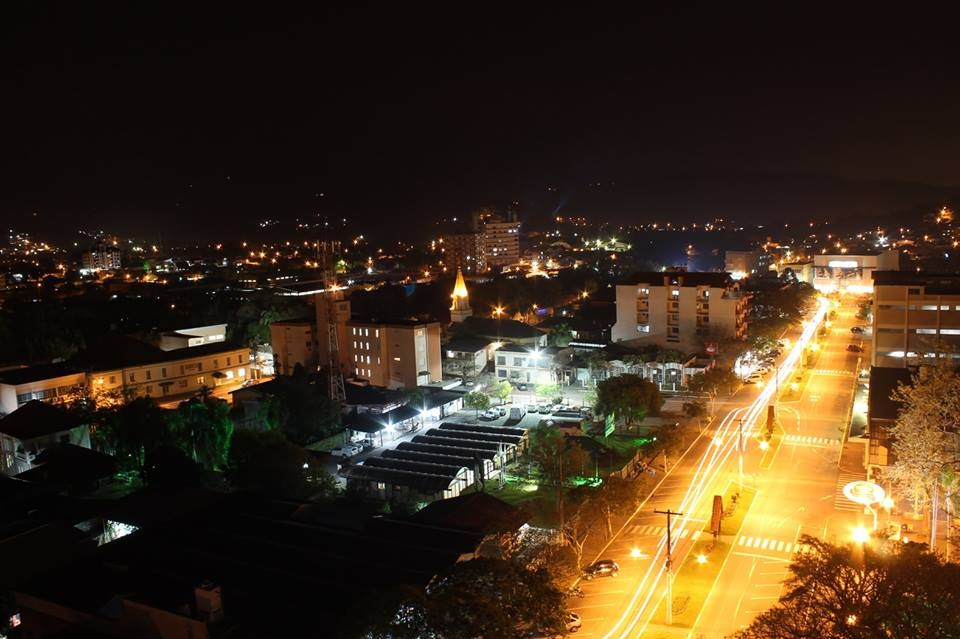
Região central de Igrejinha a noite.

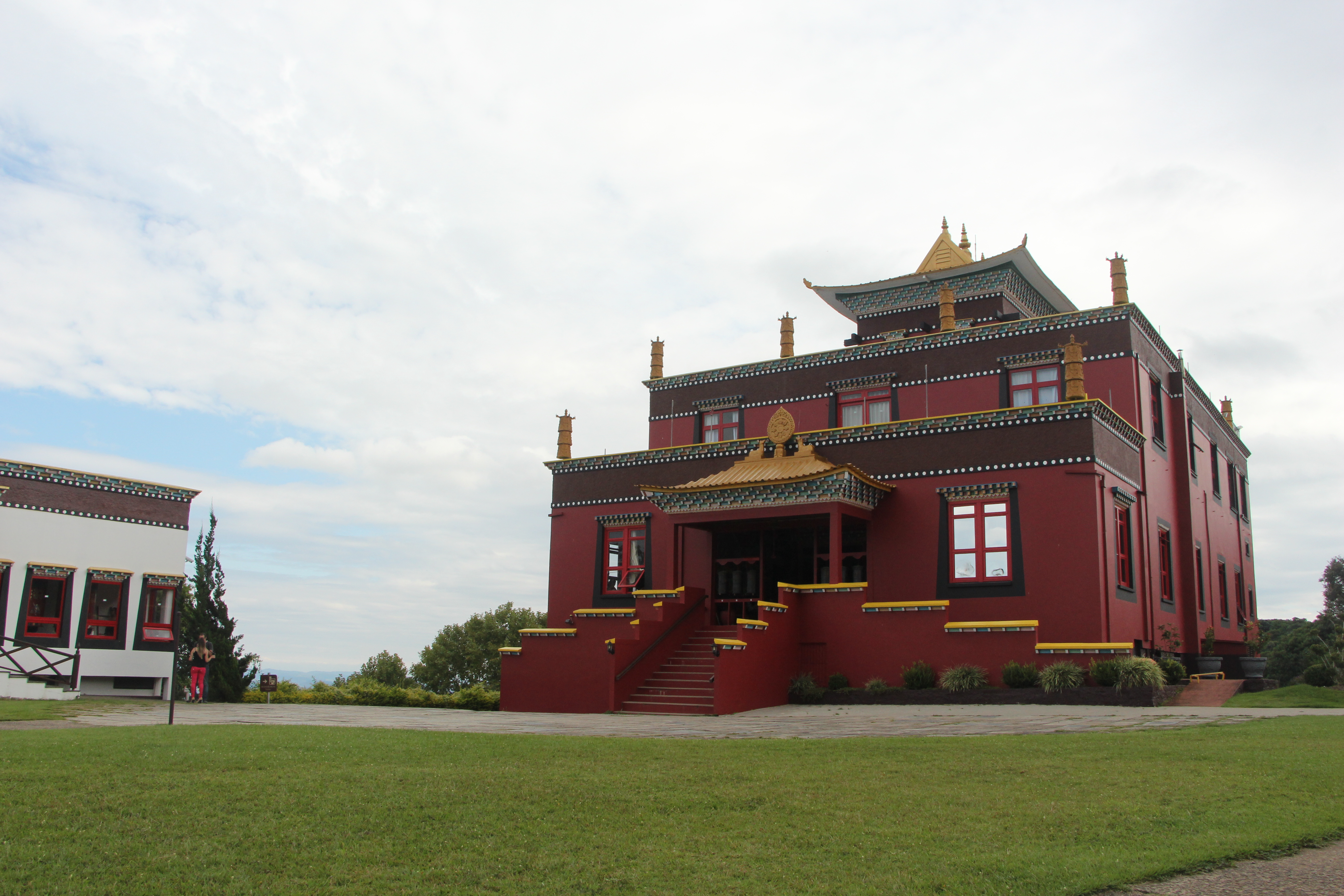
Centro Budista em Três Coroas

Especialmente na segunda metade do século XX, em face do desenvolvimento da indústria calçadista no Vale e da crise por que passou a agricultura gaúcha, houve forte migração interna em direção à região, proveniente dos municípios agrícolas gaúchos, do oeste de Santa Catarina e do Paraná.
Tem também presença significativa na região a indústria moveleira e a de bebidas (cerveja em Igrejinha, vinhos e em Rolante e Riozinho). Na agricultura destacam-se o arroz (em Taquara, Parobé e Rolante) e os hortifrutigranjeiros (toda a região).
O PIB do Vale do Paranhana em 2014 foi de R$ 5.188.450.000, por ordem, os municípios mais ricos foram: Igrejinha (1.457.191.000), Taquara (1.139.626.000), Parobé (1.100.549.000), Três Coroas (902.869.000), Rolante (473.852.000) e por fim Riozinho (114.363.000).
O PIB per capita da região em 2014 foi de R$ 26.319,14, o que é abaixo da média estadual (31.927,16) e nacional (28.500,24). No âmbito regional Igrejinha (42.814,48) e Três Coroas (34.965,13), foram os únicos municípios que tiveram o PIB per capita acima da média estadual e nacional, seguido por Riozinho (25.123,73), Rolante (23.003,65), Parobé (19.989,62), e por último Taquara (19.968,21).
A taxa de analfabetismo da região em 2010 era menor que a média brasileira, sendo que Riozinho tinha a maior com 8,39% da população analfabeta, seguida de Rolante com 6,59%, Parobé com 4,56%, Taquara com 4,34%, Três Coroas com 3,97% e o menor índice de Igrejinha com 3,48%.
A mortalidade infantil em 2014 também estava melhor posicionada que a média brasileira, com Igrejinha tendo o menor índice de  8,51 por mil nascidos vivos, seguida de Parobé por 8,82 por mil nascidos vivos, Três Coroas com 9,20 por mil nascidos vivos, Rolante com 10,87 por mil nascidos vivos, Taquara com 11,07 por mil nascidos vivos e por último e com um índice mais preocupante Riozinho com 23,26 por mil nascidos vivos.
Se levarmos em consideração a expectativa de vida ao nascer em 2010, o município melhor posicionado é Parobé com 78,18 anos, seguida de Riozinho com 78,11 anos, Taquara com 77,82 anos, Igrejinha com 77,53 anos, Rolante com 74,80 anos e Três Coroas com 74,75 anos.
O maior município em área é Taquara com 457,9 km², seguido de Rolante com 295,6 km², Riozinho com 239,6 km², Três Coroas com 185,5 km², Igrejinha com 135,9 km² e Parobé com 108,6 km².
Mas se calcularmos a população desses municípios dividido por suas respectivas áreas (densidade demográfica) em 2013, Parobé tem uma alta densidade bem acima da média estadual e nacional com 486,7 hab/km², seguido de Igrejinha com 241,3 hab/km², Três Coroas com 150,0 hab/km² (est. 2018), Taquara com 121,0 hab/km² , Rolante com 67,6 hab/km² e o único abaixo da média estadual e nacional, Riozinho com 18,2 hab/km².
| Maiores Cidades | População IBGE (2010) | Est. IBGE 2018 | Território (km²) |  |
| --------------- | --------------------- | -------------- | ---------------- |  |
| Parobé          | 51 502                | 57 660         | 108,758          |  |
| Taquara         | 54 643                | 57 292         | 457,881          |  |
| Igrejinha       | 31 660                | 36 450         | 135,861          |  |
| Três Coroas     | 23 848                | 27 837         | 185,539          |  |
| Rolante         | 19 485                | 21 199         | 295,637          |  |
| Riozinho        | 4 330                 | 4 629          | 239,559          |  |
| Total           | 195 751               | 205 067        |                  |  |